# Dead Space Ignition
Dead Space Ignition (рус. Мёртвый Космос: Вспышка) — компьютерная игра в жанрах survival horror и головоломка, часть серии игр Dead Space, приквел к Dead Space 2. «Dead Space Ignition» была разработана компаниями Visceral Games и Sumo Digital Ltd и выпущена 12 октября 2010 года для приставок Xbox 360 и PlayStation 3 компанией Electronic Arts. Игра распространялась исключительно в цифровом виде.
История повествует об инженере по имени Франко Делайл (о том, кто освободил А. Кларка в Dead Space 2) и его знакомой Саре. Сюжет игры сделан так, что игрок может влиять на его дальнейшее развитие и, в зависимости от выбранного пути, возможны различные варианты концовок (всего их четыре).

## Сюжет
Игра начинается с того, что технический работник Sprawl Франко Делайл (Franco Delile) чинит свой терминал до начала своей смены. Его босс Уивер приказывает ему отремонтировать дверь в загрузочном отсеке. Офицер безопасности и любовница Франко Сара Андерсон (Sarah Anderson) соглашается сопровождать его, так как в последнее время на Sprawl по неизвестным причинам довольно напряжённая ситуация.
По прибытии в загрузочный отсек Франко и начальник отсека сходятся на мысли, что дверь испортили специально. После ремонта двери пара устраняет проблемы с компьютером друга начальника отсека. Сара и Франко обнаруживают, что компьютерная система поражена вирусом, который был специально запущен в систему. Приходит ещё одно сообщение от босса Франко с приказом починить солнечную батарею за пределами Sprawl. Это означает необходимость выйти в открытый космос. Франко чувствует себя очень неуютно, но пара справляется с заданием. Однако, когда герои возвращаются, раздается громкий грохот, компьютеры в комнате сообщают, что метеорит нарушил герметизацию Sprawl, вынуждая пару покинуть помещение.
Босс Франко сообщает, что в отсутствие Сары и Франко произошли ужасные вещи, произошёл своего рода «прорыв». Однако, босс не сообщил, что за «прорыв» он имеет в виду. Франко получает странное послание «БУДЬ ГОТОВ», Саре же он сообщает, что ошиблись номером. Пара решает подождать дальнейших указаний на платформе.
Отдыхая на платформе, Сара слышит странный звук, когда толпа людей врывается на платформу через холл с громким рокотом за ними. Оба в шоковом состоянии наблюдают как гуманоидные монстры пронзают спину человека в конце толпы. При приближении монстров Сара пытается застрелить их, но эффект нулевой. Толпа сбивает её с ног, но на полу она находит оброненный кем-то плазменный резак, которым она с успехом расчленяет монстра. Ещё несколько тварей появляются в холле, заставляя Франко, Сару и выживших из толпы покинуть станцию.
Босс Франко связывается с ним и сообщает, что твари распространяются по Sprawl. Босс приказывает Франко направиться в общественный сектор для починки освещения и помощи отделу безопасности в борьбе с монстрами. В то же время звонит бывший напарник и просит помощи в освобождении заложников.

### Сюжетные линии
С этого момента игрок может выбирать по какому пути пойдет дальнейшее развитие сюжета. Игрок выбирает, что чинить на Sprawl из двух опций, каждая из которых содержит эксклюзивный видео-комикс. После ремонта предложенных опций возникает второй выбор, что приводит к четырём уникальным сюжетным линиям. Однако в каждой сюжетной линии Сара умирает.
1. Отказ освещения: По прибытии на место Сара и Франко обнаруживают, что им придется перемещаться в кромешной тьме. Франко необходимо попасть на распределительную станцию, а наиболее безопасным будет путь через вентиляционные шахты. Сара отказывается от этой идеи, боясь заблудиться, однако приближающиеся монстры не оставляют им выбора.
В вентиляционных шахтах они обнаруживают, что твари могут перемещаться и по шахтам, но уже поздно возвращаться. Пара находит выход и оказывается в Церкви Юнитологии. Священник приветствует их, Франко рассказывает о сложной ситуации на Sprawl и спрашивает, можно ли забаррикадировать церковь. Священник уточняет, по этой ли причине не прибыл инженер, которого они вызывали проверить датчики безопасности час назад. Франко спрашивает, в чём проблема, и вызывается помочь. Священник объясняет, что нужно проверить систему в Мавзолее, где хранятся тела умерших, чтобы подготовить тех к новой жизни. Сара испытывает отвращение, но Франко подбадривает её.
Сара осматривает мавзолей, пока Франко переустанавливает датчики безопасности. Священник просит ещё об одной услуге. В коридорах церкви Сара чувствует себя не намного лучше, чем в мавзолее. После заключительной проверки системы безопасности пара покидает здание церкви. Герои наталкиваются на большую толпу у распределительной станции. Пока они проталкиваются через толпу, над ней начинают бить фонтаны крови, твари добрались до них. Франко удается наладить освещение, но к тому времени вся толпа была уничтожена. Теперь, заботясь только о своем выживании, Франко предлагает направиться в госпиталь, так как там будут собираться все выжившие. Сара предлагает прямой путь, на котором можно встретить много монстров, однако он существенно короче, чем более безопасный и долгий обходной путь
1.1 Прямой путь: Франко и Сара решают добраться до госпиталя коротким путём, потому что они не смогут продержаться долго, если уж твари добрались до общественного сектора. Когда они добрались до клиники, та была в плачевном состоянии, твари уже добрались туда. Внутри было ничуть не лучше, тела и кровь повсюду. Сара находит комнату с окном, где прячется выживший персонал. Дверь в комнату невозможно открыть — вырвана панель управления. Франко взламывает дверь, и пара пытается перевести выживших в безопасное место. Один из выживших рассказывает, что на крыше есть медицинский эвакуатор, который может вместить их всех. На крыше Франко обнаруживает, что аппарат неисправен, какая-то тварь повредила провода. Пара попадает в засаду детей-некроморфов. Франко удается починить эвакуатор, и он дает команду выжившим запускать машину. На крыше Сару окружают дети-некроморфы прежде, чем она успевает забраться внутрь. Один из них хватает её за ногу, а группа тварей потрошит её. Медивак взлетает, Франко беззвучно рыдает. Он получает послание «ОН ЖДЕТ». После приземления на крыше госпиталя Франко покидает выживших, чтобы войти внутрь.
1.2 Через окраины: Франко и Сара добираются до рабочего лифта и направляются в опрокинутый город. По пути их останавливают два инженера, усиленно размахивая руками, чтобы привлечь их внимание. Там обнаружилась ещё одна «не случайная» поломка, на сей раз это генератор гравитации. Сара в панике при мысли о монстрах, которых не удерживает сила гравитации. Франко быстро находит временное решение и они продолжают свой путь. Однако, на противоположном конце станции нет никаких признаков жизни. Они проходят дома и школы, внутри них только расчлененные тела. Однако, в школе Сара обнаруживает закрытую дверь комнаты безопасности и настаивает, чтобы Франко открыл её — внутри могут быть дети. Франко неохотно соглашается и обнаруживает за дверью… некроморфов, пожирающих детей. После доклада Уиверу босс приказывает перекрыть школу с тем, чтобы никто не узнал о случившемся и не началась массовая паника. После выполнения задания, Франко получает сообщение «ОН ЖДЁТ». Франко предлагает воспользоваться вентиляционными шахтами вместо трамвая, Сара не согласна, но приближающийся некроморф не оставляет им выбора. Уивер приказывает им направляться на 19 уровень, но Франко не дослушав, выбрасывает наушники. Сара требует объяснений его странному поведению, а Франко толкает её в люк, который оставил открытым. Сара начинает подниматься после падения, и Франко стреляет ей в спину, со слезами шепча, что он не может больше задерживаться. Он кидает на неё бочку и закрывает люк. Франко продолжает свой путь в госпиталь, шепча, что возможно она поймёт его в своей следующей жизни.
2. Ситуация с заложниками: Когда прибывают Сара и Франко оказывается, что человек удерживает в заложниках свою жену и детей. Он забаррикадировался в комнате, убежденно повторяя, что правительство следит за ним и он хочет это остановить. Бывший напарник Сары, Ходжкенс, сообщает, что они не могут начать штурм, так как мужчина следит за ними через систему безопасности. Франко взламывает систему, полиция входит внутрь.
После решения проблемы с заложниками Франко и Сара поднимаются на лифте на верхние уровни. Уивер приказывает Франко заблокировать нижние сектора, что повергает в шок Сару и Франко. Франко не хочет выполнять приказ, так как там находятся люди, но Сара убеждает его, что потерять 10 % населения лучше, чем потерять всех. После блокировки нижних уровней Сара предлагает пойти на внешний уровень, так как служба безопасности, скорее всего, организовала эвакуацию людей. Они направляются туда, но понимают, что за 15 минут они не встретили ни единой живой души. Слешер прорывается через вентиляционное отверстие, но его убивает Сара. Франко понимает, что некроморфы перемещаются по вентиляционным шахтам, и блокировка нижних уровней была бессмысленной.
Франко говорит, что им нужно двигаться в сторону госпиталя, так как это первое место, откуда начнется эвакуация. Уивер приказывает им выйти в открытый космос, так как повреждено электроснабжение машины жизнеобеспечения. Его нужно починить. Сара предлагает добраться до госпиталя или через открытый космос или пробираться внутри Sprawl. Франко решает, что делать дальше.
2.1 Открытый космос: Франко и Сара решают добраться до госпиталя по открытому космосу. Сара уверяет колеблющегося Франко, что она прикроет его спину. Франко чинит систему электроснабжения. После того, как он закончил ремонт, на пару нападает Слешер. Сара убивает его, но тварь успевает повредить её костюм, а именно ёмкость с кислородом. Франко наскоро чинит её костюм, и Саре хватает воздуха, чтобы вернуться назад. Они направляются к ближайшему входу, но дверь 87 оказывается заперта. Франко просит босса открыть её, но Уивер отказывается, у него нет полномочий сделать это. Франко взламывает дверь, но уже слишком поздно, Сара погибла. Он втаскивает Сару внутрь и пытается оживить девушку, но бесполезно. Франко приходит новое сообщение «ОН ЖДЕТ». По радиосвязи Уивер приказывает Франко отправиться в общественный сектор, чтобы починить противопожарную систему. Франко отказывается и клянется отомстить Уиверу за смерть Сары. Он уничтожает радиосвязь и направляется в госпиталь.
2.2 Внутренний маршрут: Франко и Сара решают направиться прямо в госпиталь. Они входят в коридор полный дыма и тел. Сара проверяет их пульс и обнаруживает, что люди просто потеряли сознание от дыма. Франко чинит вентиляционную систему, дым выветривается, позволяя паре двигаться дальше. На их пути в госпиталь Франко приходит сообщение «ОН ЖДЕТ». Франко удаляет его, когда Сара показывает свою заинтересованность, чем вызывает у последней подозрения. Неожиданно твари атакуют из вентиляционного отверстия. Франко и Сара бегут к запертой двери, Сара прикрывает Франко, пока тот открывает дверь. Когда Франко взломал дверь, он оглянулся назад на Сару, в его глазах была написана печаль. Когда Сара оглядывается, чтобы посмотреть, как продвигаются дела у Франко, то обнаруживает Франко за закрывающейся дверью. Он говорит девушке, что ему жаль. Сара умоляет его открыть дверь, но Франко отвечает, что она не может пойти с ним, что она поймёт его в следующей своей жизни. Сара кричит о помощи, когда твари разрывают её на куски.

### Финальная сцена
Франко в тишине идет по опустевшему госпиталю. Он взламывает дверь в Центр психиатрического развития и направляется в психиатрическую больницу. Внутри неё расположены криогенные камеры. Он подходит к одной из их и произносит «Ну, вот и ты, наконец». Франко чувствует, что вся жизнь вела его к этому моменту. После многократных попыток взлома он открывает камеру. «Вот и всё. Ты свободный человек». Последний кадр камеры наблюдения фиксирует имя освобожденного пациента. «Пациент № 4. Айзек Кларк»

### Мини-игры
- Взлом оборудования Hardware Crack — цель игры — направить лазер в соответствующие цветовые цели. Для этого игроку даются зеркала и блоки. Также игрок может убрать некоторые компоненты на доске. Конденсаторы под долгим действием лазера взрываются. Возможно также смешивать лазерные лучи, чтобы получить необходимый цвет.
- Перегрев системы System Override — Игрок исполняет роль атакующего. В его распоряжении четыре вида вирусов: базовый, боковой, стэлс и заражающий. Противостоит вирусам антивирусная система, которая начинает атаковать в ответ. Боковой вирус моментально вызывает противодействие, реакция на вирус стэлс нулевая до тех пор, пока его не засекут радары. Заражающий вирус заставляет антивирус атаковать самого себя.
- Прокладывание маршрута Trace Route — Игрок контролирует красную линию, вирус, который должен проникнуть в компьютерную систему. Последняя имеет много степеней защиты, куда входят антивирусы (белый, фиолетовый, зелёный и жёлтый), препятствия (чёрные блоки, фаерволлы, библиотеки данных и DDos систему). Блоки и фаерволы замедляют скорость вируса, DDos на время закрывает путь. Белый антивирус — стандартный оппонент вируса, фиолетовый запускает новые фаерволы, зелёный наталкивает вирус на блоки, а жёлтый аналогичен DDos.

## Отзывы
| Сводный рейтинг | Сводный рейтинг | Сводный рейтинг |
| Издание         | Оценка          | Оценка          |
| Издание         | PS3             | Xbox 360        |
| --------------- | --------------- | --------------- |
| GameRankings    | 40,38 %         | 40,00 %         |